# Exopalystes pulchellus
Genre
Espèce
Exopalystes pulchellus, unique représentant du genre Exopalystes, est une espèce d'araignées aranéomorphes de la famille des Sparassidae.

## Distribution
Cette espèce est endémique de Nouvelle-Guinée.

## Description
La femelle holotype mesure 18 mm.

## Publication originale
- Hogg, 1914 : Spiders collected by the Wollaston and British Ornithological Union Expeditions in Dutch New Guinea. Proceedings of the Zoological Society of London, vol. 137, p. 56-58 (texte intégral).